# Exit (association)
Pour les articles homonymes, voir Exit.
Exit est une association pour le droit de mourir dans la dignité. C'est une association à but non lucratif en Suisse. Elle a été fondée en 1982. Depuis mai 2018, Gabriela Jaunin et Jean-Jacques Bise sont coprésidents d'Exit. De 2000 à avril 2018, son président était le Dr Jérôme Sobel, qui poursuit néanmoins son activité au sein d'Exit, comme médecin-conseil.

## Contexte
L'assistance au suicide étant autorisée en Suisse, en vertu de l'article 115 du Code pénal, des associations se sont créées pour aider les personnes condamnées ou atteintes dans leur santé. Elles sont suivies par un accompagnateur et peuvent décider, si leurs souffrances deviennent intolérables, de mettre fin à leurs jours en absorbant une potion létale contenant un puissant barbiturique, le pentobarbital de sodium.
Depuis le 18 décembre 2005, l'hôpital universitaire de Lausanne (CHUV), autorise les suicides assistés. Cet acte médical est encadré par des conditions strictes pour permettre aux malades en phase terminale de mettre fin eux-mêmes à leur vie, tout en étant accompagnés par des médecins.
Le Dr Jérôme Sobel déclare en mai 2018, juste après d'avoir quitté ses fonctions comme président : « J'ai la conviction que mon action a été juste. En tant que président, j'ai cautionné les suicides assistés d'environ 2 000 personnes et je les assume tous. Au début, j'ai pratiqué de nombreuses assistances, car nous n'avions que trois ou quatre accompagnateurs. Aujourd'hui, ils sont plus de trente ». Il ajoute son idéal « serait cependant qu'Exit puisse disparaître, et que les médecins de famille prennent eux-mêmes en charge l'assistance au suicide ». En 2017, les accompagnateurs ont pratiqué 286 suicides assistés en Suisse romande, contre 17 en 2001.

## Code pénal suisse
L’article 115 du Code pénal suisse condamne l’incitation et l’assistance au suicide, quand elle répond à un mobile égoïste : « Celui qui, poussé par un mobile égoïste, aura incité une personne au suicide, ou lui aura prêté assistance en vue du suicide, sera, si le suicide a été consommé ou tenté, puni d’une peine privative de liberté de cinq ans au plus ou d’une peine pécuniaire. »

## Films concernant ce sujet
- Le Choix de Jean, une équipe de télévision a suivi les trois derniers mois d'un homme, fribourgeois, atteint d'une tumeur au cerveau et qui a choisi le suicide assisté[2].
- Exit, le droit de mourir, film de Fernand Melgar.
- Plan 75, film de  Chie Hayakawa, 2022
- Kill me please, de Olias Barco.
- Quelques heures de printemps, film de Stéphane Brizé avec Vincent Lindon et Hélène Vincent.
- La Vanité, film de Lionel Baier, 2015[3].